# Princ Archie ze Sussexu
Princ Archie ze Sussexu (Archie Harrison; * 6. května 2019, Londýn) je člen britské královské rodiny. Je synem prince Harryho, vévody ze Sussexu, a Meghan, vévodkyně ze Sussexu. Je vnukem krále Karla III. a je šestým v linii následnictví britského trůnu.

## Mládí a rodina
Archie Harrison Mountbatten-Windsor se narodil vévodovi a vévodkyni ze Sussexu v 5:26 BST (6:26 CET) 6. května 2019 v Portland Hospital v Londýně. Několik památek bylo osvětleno různými barvami, aby oslavily narození, včetně Niagarských vodopádů, CN Tower a Londýnského oka. Jeho jméno bylo oznámeno 8. května 2019. Byl pokřtěn Justinem Welbym, arcibiskupem z Canterbury, 6. července 2019 v soukromé kapli na hradě Windsor, vodou z řeky Jordán.
Mountbatten-Windsor je z otcovy strany potomkem britské královské rodiny. Z matčiny strany má předky smíšených ras, má afroamerickou a evropsko-americkou linii. V televizním rozhovoru Meghan a Harryho s Oprah Winfreyovou vévodkyně ze Sussexu uvedla, že jeden ze členů královské rodiny byl znepokojen „tím, jak tmavá [Archieho] kůže může být, když se narodí“. Na začátku roku 2020 rodiče Mountbatten-Windsora odstoupili ze svých rolí jako pracujících členů královské rodiny. Rodina se poté přestěhovala do Severní Ameriky a od toho léta bydlela v Montecitu v Kalifornii. Mountbatten-Windsor má dvojí státní příslušnost – Spojeného království a Spojených států.

## Tituly a následnictví
Archie je šestý v linii následníků britského trůnu. 
Jako dědic vévodství svého otce, Sussexu, hrabství Dumbarton a baronství Kilkeel, je oprávněn používat vedlejší titul prince Harryho, hrabě z Dumbartonu. Vévoda a vévodkyně se však místo toho rozhodli, že bude oslovován jako pan Archie Harrison Mountbatten-Windsor v souladu s jejich přáním, aby vyrostl jako soukromý občan.
Po nástupu Karla III. na trůn, několik zpravodajských kanálů informovalo, že Archie získal jako dítě syna panovníka, podle patentu vydaného králem Jiřím V. v roce 1917, nárok na titul „princ“ a oslovení „královská Výsost“. Jiné zdroje však uváděly, že není jasné, zda bude tento titul používat, a poznamenávaly, že ne všichni členové královské rodiny, kteří mají nárok na titul, se rozhodnou jej používat. Oficiální webové stránky královské rodiny až do 8. března 2023 nadále veřejně používaly tvar „pan Archie Mountbatten-Windsor“. V březnu 2023 však Buckinghamský palác potvrdil, že webová stránka bude v pravý čas aktualizována, aby odrážela jeho titul „princ“, což se stalo 9. března 2023. Bylo oznámeno, že jakékoli tituly budou používány ve formálních podmínkách, ale ne na každodenní bázi.